# Rachael Taylor
Pour les articles homonymes, voir Rachael, Taylor et Rachael Taylor.
Rachael Taylor, née le 11 juillet 1984 à Launceston, est une chanteuse et actrice australienne.
Elle se fait connaître, du grand public, grâce à sa participation au blockbuster Transformers (2007), ainsi que pour avoir joué plusieurs rôles réguliers dans diverses séries télévisées : Headland (2005-2006), Grey's Anatomy (2011), Charlie's Angels (2011), 666 Park Avenue (2012-2013), Crisis (2014).
Au cinéma, elle joue dans plusieurs films d'horreur : Man-Thing (2005), See No Evil (2006), Spirits (2008) mais s'extirpe de ce genre avec les productions : Bottle Shock (2008), Manipulation (2008), Red Dog (2011), The Darkest Hour (2011), Vertiges (2014).
Enfin, elle parvient à s'installer sur le petit écran grâce au rôle de Trish Walker dans la série Marvel Jessica Jones (2015-2019). Tout en poursuivant au cinéma : ARQ (2016) et Gold (2016).

## Biographie

### Jeunesse et formation
Rachael Taylor est née le 11 juillet 1984 à Launceston en Australie. Elle est la fille de Christine et Nigel Taylor. Élevée en Tasmanie, elle souhaite devenir actrice dès son plus jeune âge. Elle participe à des pièces de théâtre de son école.

### Carrière

#### Débuts en Australie et révélation à Hollywood

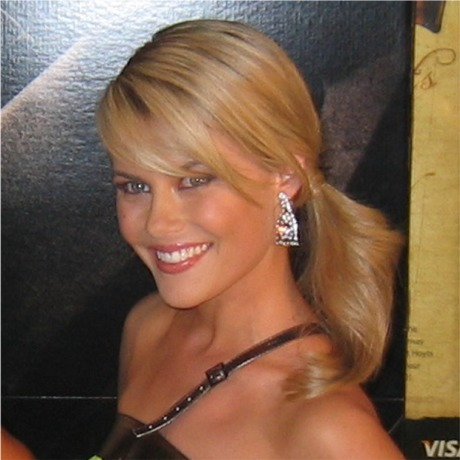
Lors de l'avant-première australienne de Transformers à Sydney, en 2007.

Rachael Taylor se fait remarquer pour la première fois en participant avec succès à la finale de Miss Teen Tasmanie. Elle devient ainsi mannequin pour l'agence Skye-Jilly International.
En 2004, elle joue dans son premier téléfilm avec le biopic Natalie Wood : Le Prix de la gloire de Peter Bogdanovich. Et l'année suivante, elle joue dans un autre unitaire, Le Prix de la Gloire. Ces deux productions australo-américaines marquent le début d'une carrière alternée entre son pays natal et celui de l'Oncle Sam.
Elle se fait connaître ensuite en Australie en tenant l'un des rôles principaux de la série sentimentale HeadLand, aux côtés notamment d'Yvonne Strahovski, entre 2005 et 2006. Une série centrée sur des étudiants et leurs péripéties. Un rôle qui lui apporte une proposition pour un Logie Awards.
Durant cette période, elle participe à la mini-série Hercule, diffusée en deux parties à partir du 16 mai 2005 sur le réseau NBC. Elle est sortie sous forme de téléfilm en Europe. Et elle joue dans son premier film d'horreur avec Man-Thing de Brett Leonard, aux côtés d'Alex O'Loughlin et Jack Thompson. Le film est basé sur le personnage Homme-chose de Marvel Comics mais est très mal reçu.
L'année suivante, elle poursuit dans ce registre en jouant dans See No Evil avec Kane et Christina Vidal. Une petite production très mal reçue par la critique.
Elle est finalement révélée en 2007 par son rôle secondaire dans le blockbuster Transformers, de Michael Bay. Son personnage est cependant écarté pour les suites mises en chantier, et l'actrice se tourne donc vers des productions plus confidentielles.
En 2008, elle est à l'affiche de trois longs métrages : D'abord la comédie dramatique Bottle Shock qui lui permet de côtoyer Chris Pine, Alan Rickman et Bill Pullman, elle porte le film d'horreur Spirits aux côtés de Joshua Jackson, un succès au box-office en dépit d'une réception critique très mitigée, et elle seconde Michelle Williams, Hugh Jackman et Ewan McGregor dans le thriller Manipulation.
En 2009, elle fait partie de la distribution du pilote de la série politique Washingtonienne, développé par Sarah Jessica Parker, qui n'est cependant pas commandé par la chaîne HBO. La même année, elle est toujours très active au cinéma. Elle porte l'indépendant Cedar Boys, récompensé au Festival du film de Sydney, elle partage l'affiche de la comédie Splinterheads aux côtés de Thomas Middleditch, puis, elle joue dans le film d'action et de science-fiction, Ghost Machine avec Sean Faris.

#### Alternance cinéma et télévision

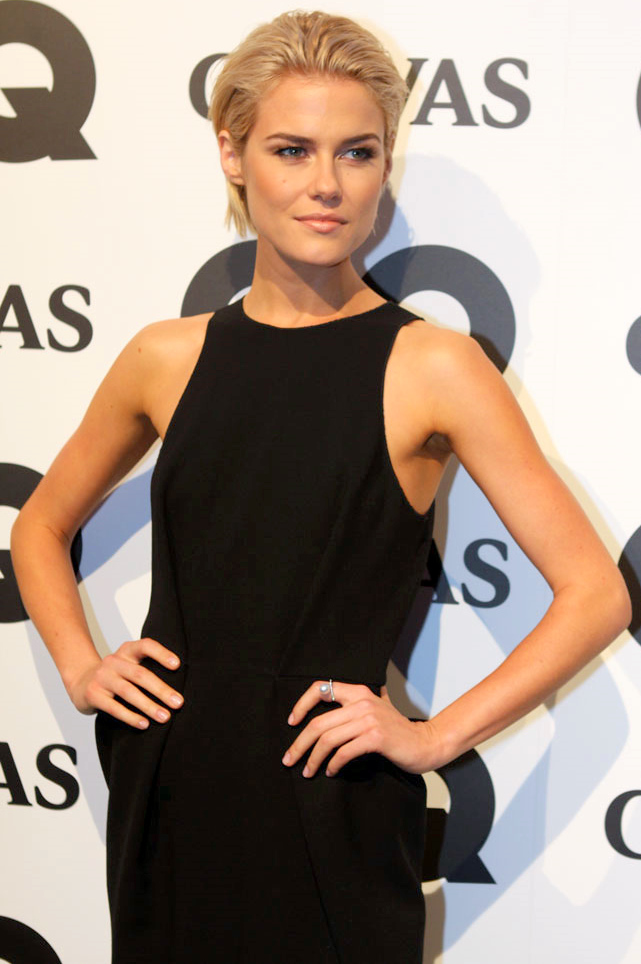
En mai 2011, pour les GQ Men of the Year Awards.

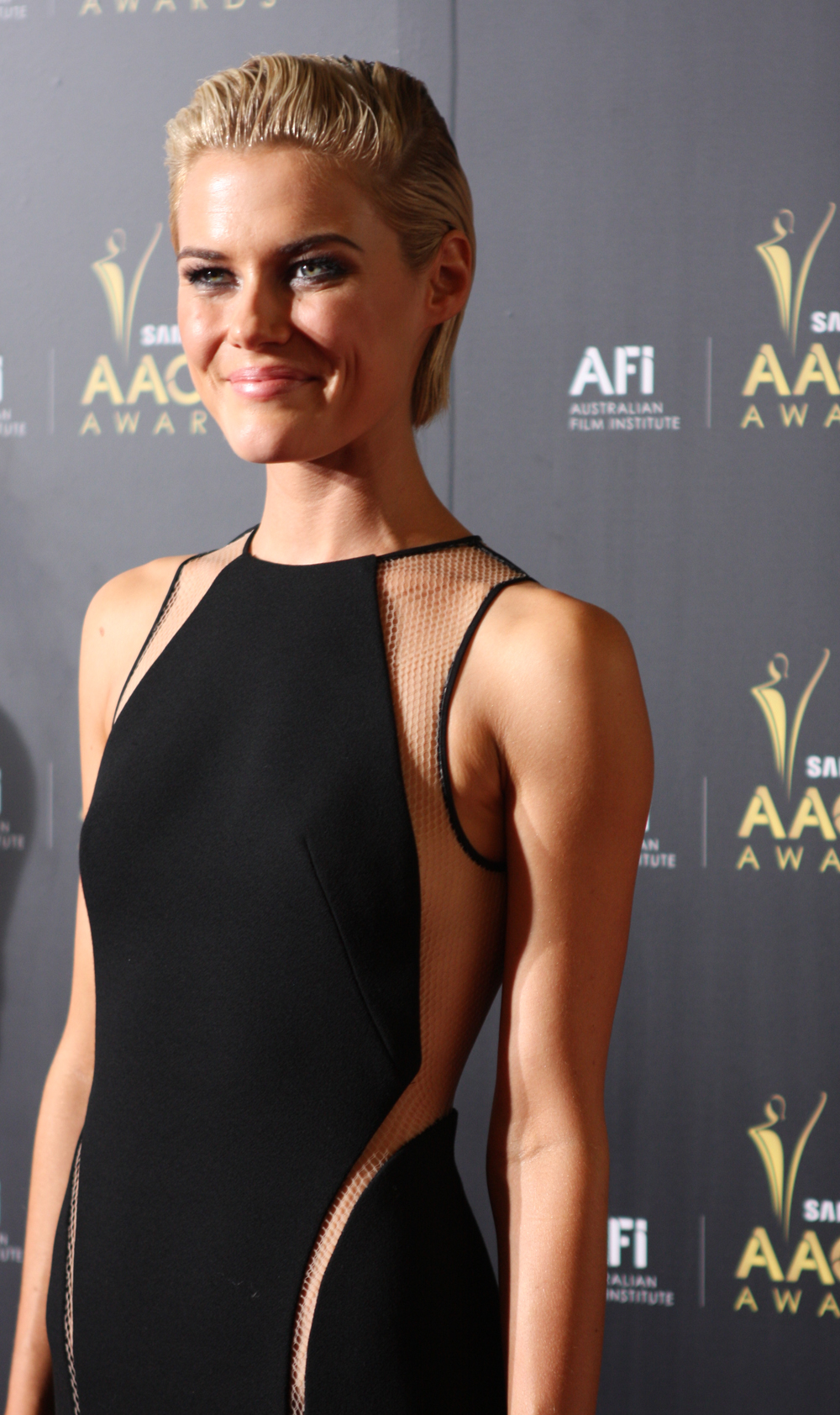
Lors des Australian Academy of Cinema and Television Arts Awards, en janvier 2012.

En 2011, elle décroche donc un rôle récurrent dans la saison 7 de la série médicale Grey's Anatomy, où elle incarne le Dr Lucy Fields, une gynécologue-obstétricienne durant huit épisodes. Dans le même temps, elle devient l'égérie de la marque de sous-vêtements Bonds.
La même année, elle subit l'échec de The Darkest Hour dans lequel elle occupe l'un des premiers rôles mais elle est aussi nommée aux IF Awards de la meilleure actrice grâce à son rôle dans la comédie dramatique saluée Red Dog. Il s'agit de l'adaptation du roman homonyme de Louis de Bernières, lui-même adapté de l'histoire d'un chien (croisé kelpie et bouvier australien) de la région de Pilbara (Australie-Occidentale).
La chaîne ABC lui confie alors l'un des trois rôles principaux du remake Charlie's Angels, série d'action produite par Drew Barrymore, qui est mal reçue par la critique et est arrêtée prématurément. Elle re-tente la rentrée suivante, en faisant partie de la distribution principale de la série fantastique 666 Park Avenue. Malgré une bonne réception de la part des critiques, l'audience n'est pas au rendez vous et le show est annulée dès la fin de la première saison.
Deux ans plus tard, elle joue l'une des protagonistes de la série d'espionnage Crisis, aux côtés de Dermot Mulroney et Gillian Anderson. La série ne dépasse pas le stade de sa première saison. L'année où elle défend le thriller Vertiges d'Erik Van Looy aux côtés de James Marsden, Wentworth Miller et Karl Urban. Il s'agit d'un remake de Loft, du même réalisateur.
En 2015, elle est choisie pour intégrer le casting de l'attendue série Marvel pour Netflix, Jessica Jones. Elle y joue Trish Walker, la meilleure amie de l’héroïne incarnée par Krysten Ritter. Grâce à ce show, elle réussit à s'installer sur le petit écran,. La série rencontre le succès et est renouvelée jusqu'en 2019. Son personnage apparaît également dans les séries du même univers, Luke Cage et The Defenders.
Entre-temps, en 2016, elle accepte un second rôle dans le drame porté par Matthew McConaughey, Gold du réalisateur Stephen Gaghan. Puis, elle joue dans le film de science-fiction de Netflix, ARQ aux côtés de Robbie Amell,.
En 2018, retour en Australie, elle joue dans le thriller White Orchid aux côtés de Jennifer Beals et Olivia Thirlby, elle participe à la comédie dramatique remarquée,,, Ladies in Black, partageant l'affiche avec Julia Ormond, Angourie Rice et Alison McGirr.
En 2019, elle obtient le premier rôle féminin de Finding Steve McQueen de Mark Steven Johnson avec Travis Fimmel, William Fichtner et Forest Whitaker.

### Vie privée
En août 2010, Rachael Taylor a subi deux actes de violence conjugale impliquant son petit-ami Matthew Newton dans un hôtel à Rome.
Elle est désormais en couple avec Mike Piscitelli.

## Filmographie

### Cinéma

#### Longs métrages
- 2005 : Man-Thing de Brett Leonard : Teri Elizabeth Richards
- 2006 : See No Evil de Gregory Dark : Zoe
- 2007 : Transformers de Michael Bay : Maggie Madsen
- 2008 : Bottle Shock de Randall Miller : Sam Fulton
- 2008 : Spirits de Masayuki Ochiai : Jane Shaw
- 2008 : Manipulation de Marcel Langenegger : une femme à Hallway
- 2009 : Cedar Boys (en) de Serhat Caradee : Amie
- 2009 : Splinterheads (en) de Brant Sersen : Galaxy
- 2009 : Ghost Machine de Chris Hartwill : Jess
- 2010 : Summer Coda de Richard Gray : Heidi
- 2011 : Red Dog de Kriv Stenders : Nancy Grey
- 2011 : The Darkest Hour de Chris Gorak : Anne
- 2012 : Any Questions for Ben? (en) de Rob Sitch : Alexis "Alex"
- 2014 : Vertiges (The Loft) d'Erik Van Looy : Anne Morris
- 2016 : ARQ de Tony Elliott : Hannah
- 2016 : Gold de Stephen Gaghan : Rachel Hill
- 2018 : White Orchid de Steve Anderson : Jessica
- 2018 : Les Petites robes noires (Ladies in Black) de Bruce Beresford : Fay
- 2019 : Finding Steve McQueen de Mark Steven Johnson : Molly Murphy

#### Courts métrages
- 2010 : Providence Park de Daniel Krige : une fille à vélo
- 2016 : Wig Shop de Kat Coiro : Lili

### Télévision

#### Séries télévisées
- 2005 : McLeod's Daughters : Natalie Louise Brown
- 2005 : Hercule : Une femme / Lion de Némée
- 2005 - 2006 : headLand (en) : Sasha Forbes
- 2011 : Grey's Anatomy : Dr Lucy Fields
- 2011 : Charlie's Angels : Abigail "Abby" Sampson
- 2012-2013 : 666 Park Avenue : Jane Van Veen
- 2014 : Crisis : Agent Susie Dunn
- 2015 - 2019 : Jessica Jones : Trish « Patsy » Walker
- 2016 : Luke Cage : Trish Walker
- 2017 : The Defenders : Trish Walker
- 2017 : House of Bond (en): Diana Bliss

#### Téléfilms
- 2004 : Natalie Wood : Le Prix de la gloire (The Mystery of Natalie Wood) de Peter Bogdanovich : Maryann Marinkovich
- 2005 : Dynasty: The Making of a Guilty Pleasure (en) de Matthew Miller : Catherine Oxenberg

### En tant que scénariste
- 2017 : Pillow Talk (série télévisée, 10 épisodes - également productrice exécutive)

## Distinctions
Sauf indication contraire ou complémentaire, les informations mentionnées dans cette section proviennent de la base de données IMDb.

### Nominations
- Logie Awards 2006 : meilleure révélation féminine pour Headland
- Inside Film Awards 2011 : meilleure actrice pour Red Dog

## Voix françaises
En France, Hélène Bizot est la voix française régulière de Rachael Taylor.
En France
| - Hélène Bizot dans : - Transformers (2007) - Red Dog (2011) - Charlie's Angels (2011) (série télévisée) - Grey's Anatomy (2011) (série télévisée) - 666 Park Avenue (2012-2013) (série télévisée) - Crisis (2014) (série télévisée) - Jessica Jones (depuis 2015) (série télévisée) - Luke Cage (2016) (série télévisée) - Gold (2016) - The Defenders (2017) (série télévisée) | Et aussi - Jessica Monceau dans The Darkest Hour (2011) |